# Corry Rocks
Corry Rocks är en kulle i Antarktis. Den ligger i Östantarktis. Australien gör anspråk på området. Toppen på Corry Rocks är 45 meter över havet.
Terrängen runt Corry Rocks är platt, och sluttar österut. Trakten är obefolkad. Det finns inga samhällen i närheten.